# Estadio Yuvileiny
El Estadio Yuvileiny (en ucraniano: Стадiон Ювiлейний, en ruso: Стадион Юбилейный Stadion Yubilejny) es un estadio multiusos ubicado en la ciudad de Sumy, Ucrania. El estadio fue inaugurado en 2001 y posee una capacidad para 26 000 espectadores. El estadio es sede del club local FC Sumy.
El estadio empezó a construirse a finales de 1999 y en dos años se abrió, el apoyo financiero para la construcción estuvo dado por grandes empresas ucranianas como Naftogaz y "Okhtyrkanaftogaz". Originalmente se construyó para alquilar al FC Spartak Sumy que en ese momento competía en la Primera Liga de Ucrania con la perspectiva del club de ascender a la máxima categoría la Liga Premier de Ucrania.
La cancha del estadio posee sistema de drenaje y sistema de calentamiento de campo, la iluminación del estadio fue provista por la empresa "Vatra".

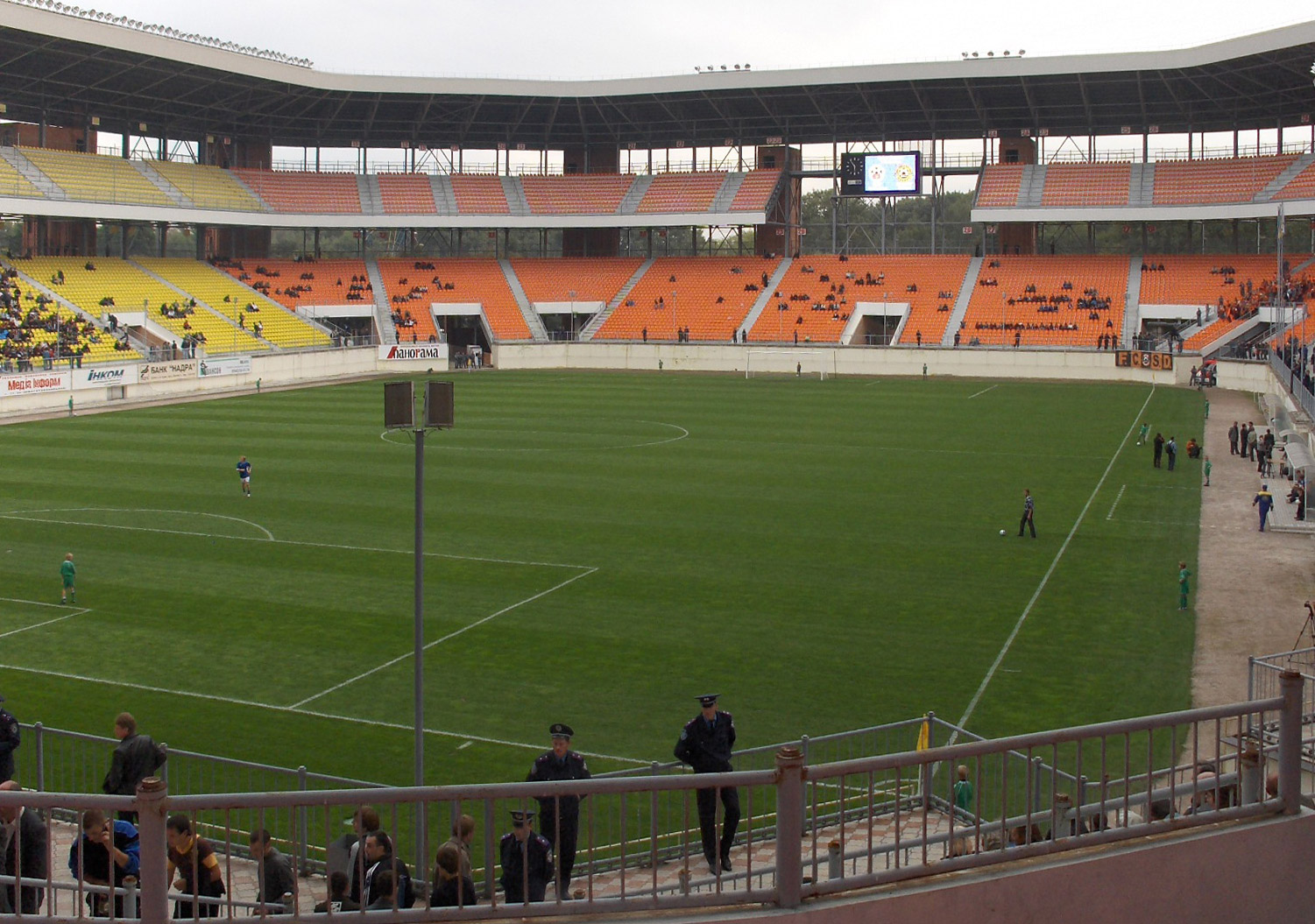